# (73868) 1997 AD6
(73868) 1997 AD6 – planetoida z pasa głównego asteroid okrążająca Słońce w ciągu 3,49 lat w średniej odległości 2,3 j.a. Odkryta 1 stycznia 1997 roku.